# Castello Estense
Castello Estense eller Castello di San Michele er en middelalderborg, der ligger i centrum af Ferrara, i Norditalien. Den består af et stort centralt keep med fire hjørnetårne.
Den blev opført af Niccolò II d'Este, Marquis af Ferrara, efter et oprør i maj 1385, og blev startet i september samme år. Arkitekten Bartolino da Novara stod for byggeriet, og Girolamo da Carpi lavede senere ombygninger i 1500-tallet.
I 2002 blev borgen renoveret for €2,7 mio.